# Clémentine Célarié
Clémentine Célarié, nata Meryem Célarié (Dakar, 12 ottobre 1957), è un'attrice francese.

## Filmografia parziale

### Cinema
- Garçon!, regia di Claude Sautet (1983)
- La vengeance du serpent à plumes, regia di Gérard Oury (1984)
- Amore e musica (Paroles et musique), regia di Élie Chouraqui (1984)
- Telephone (Le téléphone sonne toujours deux fois), regia di Jean-Pierre Vergne (1985)
- Les nanas, regia di Annick Lanoë (1985)
- Blanche et Marie, regia di Jacques Renard (1985)
- La gitane, regia di Philippe de Broca (1986)
- Betty Blue (37°2 le matin), regia di Jean-Jacques Beineix (1986)
- Le complexe du kangourou, regia di Pierre Jolivet (1986)
- La vie dissolue de Gérard Floque, regia di Georges Lautner (1986)
- Notturno indiano (Nocturne indien), regia di Alain Corneau (1989)
- Adrénaline, registi vari (1990)
- Génial, mes parents divorcent!, regia di Patrick Braoudé (1991)
- Notti selvagge (Les nuits fauves), regia di Cyril Collard (1992)
- Vent d'est, regia di Robert Enrico (1993)
- Toxic Affair, regia di Philomène Esposito (1993)
- La vengeance d'une blonde, regia di Jeannot Szwarc (1994)
- Les braqueuses, regia di Jean-Paul Salomé (1994)
- Le cri du coeur, regia di Idrissa Ouedraogo (1994)
- I miserabili (Les misérables), regia di Claude Lelouch (1995)
- XY, drôle de conception, regia di Jean-Paul Lilienfeld (1996)
- Les soeurs Soleil, regia di Jeannot Szwarc (1997)
- Affittasi camera (Room to Rent), regia di Khaled El Hagar (2000)
- Lawless Heart, regia di Tom Hunsinger e Neil Hunter (2001)
- Regine per un giorno (Reines d'un jour), regia di Marion Vernoux (2001)
- Bastardo dentro (Mauvais esprit), regia di Patrick Alessandrin (2003)
- Victor, regia di Thomas Gilou (2009)
- Le siffleur, regia di Philippe Lefebvre (2009)
- La Ligne droite, regia di Régis Wargnier (2011)
- Les adoptés, regia di Mélanie Laurent (2011)
- Love Is in the Air: Turbolenze d'amore (Amour & turbulences), regia di Alexandre Castagnetti (2013)
- Famiglia all'improvviso - Istruzioni non incluse (Demain tout commence), regia di Hugo Gélin (2016)
- Cyrano mon amour (Edmond), regia di Alexis Michalik (2018)
- Made in China, regia di Julien Abraham (2019)
- Boutchou, regia di Adrien Piquet-Gauthier (2020)
- Finalement - Storia di una tromba che si innamora di un pianoforte (Finalement), regia di Claude Lelouch (2024)
- GTMAX, regia di Olivier Schneider (2024)

### Televisione
- Monsieur Léon - film TV (2006)
- Sa raison d'être - film TV (2008)
- Les invincibles - serie TV, 7 episodi (2010)
- Les bleus: premiers pas dans la police - serie TV, 22 episodi (2009-2010)
- Lebowitz vs. Lebowitz (Lebowitz contre Lebowitz) - serie TV, 16 episodi (2016-2017)
- Vestiaires - serie TV, 5 episodi (2017-2020)
- Police de Caractères - serie TV, 5 episodi (2020-2022)
- Les randonneuses - miniserie TV, 6 episodi (2023)
- Besoin d'amour - serie TV, 5 episodi (2023)
- Le Remplaçant - serie TV, 6 episodi (2024)